# Le Colisée (Chartres)
Pour les articles homonymes, voir Colisée.
Le Colisée est une salle de spectacles sportifs et culturels française située à Chartres dans le département d'Eure-et-Loir en région Centre-Val de Loire.

## Histoire
La création d'une grande salle de spectacles au centre-ville de Chartres est un projet porté de longue date par Jean-Pierre Gorges, maire de Chartres, qui est officiellement adopté en 2012. Le premier projet parle déjà d'une salle « semi-enterrée et [...] d'une toiture avec un véritable jardin et d'un belvédère avec vue sur la cathédrale ». Le projet doit alors s'intégrer dans la rénovation du quartier de la Gare de Chartres, renommé Pôle Gare.
Après plusieurs délais, les travaux débutent finalement en décembre 2020. Le but de ce complexe modulable est d'accueillir des concerts, des spectacles, mais aussi des rencontres sportives. Les clubs de la ville ont progressé dans la hiérarchie nationale durant les années 2010, comme par exemple le club de handball de première division nationale, ou ceux de basket féminin et masculin, mais ceux-ci, qui utilisaient la Halle Jean-Cochet depuis une vingtaine d'années, étaient parfois limités par la taille de cette infrastructure. Au Colisée, les sportifs auront notamment accès à des terrains d'échauffement, des vestiaires, un espace de musculation, des salle de bains et massages, tandis qu'environ 4 000 spectateurs pourront être reçus à chaque match. En plus de ces trois clubs, le Colisée peut aussi accueillir des rencontres de volley-ball, futsal, tennis ou tennis de table.
À la suite d'un concours, le nom du Colisée est finalement retenu officiellement par le jury de Chartres Métropole en 2022. L'objectif de finir les travaux avant la fin de la saison sportive 2023-2024 est tenu, avec le premier match du C' Chartres Métropole handball programmé le 5 avril 2024, suivi d'un showcase de Kendji Girac. Le premier véritable concert sera celui de Michel Polnareff à la mi-septembre de la même année.

## Architecture
Enterrée dans le sol à 60 %, l'enceinte du Colisée est moins sensible aux conditions climatiques extérieures que des salles plus traditionnelles complètement exposées. Le Colisée se distingue aussi par sa toiture végétalisée d'une surface de 4 300 m2, accueillant des dizaines de milliers de plantes et arbustes. En pente douce, le jardin du toit du Colisée sera ouvert au public, offrant un point de vue notamment sur la cathédrale Notre-Dame de Chartres.

## Site et accès
Construit sur une ancienne friche industrielle ferroviaire, le Colisée est situé dans le centre-ville de Chartres, jouxtant la gare de Chartres et un parking souterrain de 1 200 places, le rendant accessible par train, bus, voiture ainsi qu'à pied pour les habitants de la ville.

## Évènements
- Finale de la Coupe de France féminine de volley-ball en 2025[12] ;
- Finale de la Coupe de France masculine de volley-ball en 2025[12].